# Chongqing Liangjiang Athletic Football Club
Maillots
Le Chongqing Liangjiang Athletic Football Club (en chinois : 重庆两江竞技), plus couramment abrégé en Chongqing Liangjiang Athletic, est un club chinois de football fondé en 1995 et basé dans la ville de Chongqing.
Le club appartient à 90 % au groupe Dangdai (entré dans le capital du club en 2017) et à 10 % au groupe Lifan (entré dans le capital en 2000), et évolue au Stade olympique de Chongqing qui a une capacité de 58 680 places.

## Histoire

### Noms du club
- 1995 : Qianwei Wuhan (前卫武汉)
- 1995 : Qianwei FC (前卫俱乐部)
- 1996–98 : Qianwei Huandao (前卫寰岛)
- 1999–2000 : Chongqing Longxin (重庆隆鑫)
- 19 août 2000–2002 : Chongqing Lifan (重庆力帆)
- 2003 : Chongqing Lifan Xinganjue (重庆力帆新感觉)
- 2004 : Chongqing Qiche (重庆奇伡)
- 2005–2016 : Chongqing Lifan (重庆力帆)
- 2017-2020 : Chongqing Dangdai Lifan (重庆当代力帆)
- 2021– : Chongqing Liangjiang Athletic (重庆两江竞技)

### Historique

#### Débuts dans la ville de Wuhan (1995-1997)
Le club est fondé en 1995 sous le nom de Qianwei FC (littéralement Avant-Garde FC). Il fut à l'origine créé dans la ville de Wuhan dans la province du Hubei après la fusion du Hubei FC et du Wuhan FC pour former le Hubei Wuhan Steelworks FC (aujourd'hui Wuhan Zall), créant un espace vacant dans la ligue de football en 1994. Après avoir obtenu le soutien financier d'investisseurs de la région, le nouveau club participa à la saison 1995 de la troisième division chinoise, soit la deuxième saison de l'histoire du football chinois au niveau professionnel. Le club termina à la quatrième place du championnat, obtenant ainsi une promotion en deuxième division.
Arrivée en deuxième division, l'équipe a rapidement reçu d'importants financements du ministère de la Sécurité publique ainsi que du groupe touristique Huandao, basé dans la province du Hainan, voyant le club changer de nom pour Qianwei Huandao. L'entreprise Huandao a tenté de déménager le club à Haikou, capitale du Hainan, mais l'équipe a finalement choisi de rester à Wuhan car il n'y avait pas de stade approprié à Hainan. Grâce à de nombreux investissements importants dans l'équipe, les dirigeants ont vu leurs efforts porter leurs fruits lorsque le club a remporté la deuxième division nationale, pouvant ainsi participer à la première division chinoise en 1997.

#### Progression à Chongqing (1997-2016)
Une fois en première division, les propriétaires ont décidé que le club devait évoluer dans une plus région comptant une plus grande démographie, ils déménagèrent dans la ville voisine de Chongqing et ont choisi le stade Datianwan comme nouveau terrain. Voulant s'assurer que le club reste la seule équipe dans la région de Chongqing, le club a, la saison suivante, fusionné avec le club de deuxième division du Chongqing Hongyan. Cela a ensuite été suivi d'un changement complet de la direction du club. Le groupe Lifan, entreprise phare locale de l'industrie automobile, a acheté le club pour 55 800 000 yuans (environ 7 millions d'euros), le 19 août 2000, rebaptisant le club Chongqing Lifan FC. Mené par l'entraîneur coréen Lee Jang-Soo, le club remporta la Coupe nationale de cette même année 2000 pour la première fois dans l'histoire du club. Le Chongqing Lifan fut ainsi qualifié pour Coupe des vainqueurs de coupe asiatique 2001-2002, première participation à une compétition internationale de l'histoire du club. Avec Edson Tavares comme nouveau manager, le club ira jusqu'en demi-finales avant de perdre 2-0 contre les coréens du Anyang Cheetahs avant de terminer la compétition en quatrième position après avoir perdu contre les Qataris du Al-Sadd aux tirs au but.
Lors de la saison 2003, le Chongqing Lifan avait recruté Miloš Hrstić comme nouvel entraîneur, mais sa nomination a été un désastre et le club fut relégué à la fin de la saison. Le club cherchant désespérément à rester en première division, il racheta la licence du Yunnan Hongta et les deux équipes fusionnèrent, permettant au Chongqing Lifan de rester en première division.Le club connut des saisons 2004 et 2005 catastrophiques. Il finit à deux reprises aux dernières places (12e puis 14e) mais ne fut pas relégué car le nouveau système du championnat (tout juste renommé Chinese Super League) était encore en train de prendre forme. Avec la relégation rétablie lors de la saison 2006, le club a apporté un autre changement de direction avec Xu Hong, mais pour la troisième saison consécutive, le club finit à la dernière place et fut relégué à la fin de la saison. 
Le club remonta en première division à l'issue de la saison 2008, entraîné par le Chinois Wei Xin mais redescendra en 2010.
Il est à nouveau promu à l'issue de la saison 2014, mené par l'attaquant brésilien Guto. Pour sa première saison depuis sa remontée, le club achète l'Argentin Emmanuel Gigliotti pour 3,25 millions d'euros. Celui-ci marquera 15 buts durant la saison et aidera le club à se maintenir avec six points d'avance sur le premier relégable (Guizhou Renhe). Pendant l'intersaison 2015-2016, le club recrute le Brésilien Fernandinho pour 1,25 million d'euros, qui avait fait cinq bons mois en prêt la saison précédente (en provenance de l'Estoril Praia). Pour la saison 2016, ce sont justement Gigliotti et Fernandinho qui seront les meilleurs buteurs du club avec neuf buts. Cependant, en cours de saison, le 15 juillet, le club a recruté le Brésilien Alan Kardec, en provenance de Sao Paulo, pour 5 millions d'euros. Ce transfert s'avèrera crucial dans l'histoire du club. Pour ses premiers mois, Kardec marquera 7 buts en 10 matchs. Le club finira 8ème du championnat avec 5 points d'avance sur le premier relégable (Hangzhou Greentown).

#### Rachat par le groupe Dangdai et évolution dans le championnat chinois (depuis 2017)
Le 5 janvier 2017, le jeune homme d'affaires chinois Jiang Lizhang, aux côtés du groupe international Dangdai, achète 90 % du Chongqing Lifan, renommant le club Chongqing Dangdai Lifan. Jiang avait acheté, le 26 juin 2016, 98,13 % du club espagnol du Granada CF. L'achat du Chongqing permit de créer une "filiale" chinoise dans le club andalou, voyant Feng Jing et Wang Zixiang aller au club espagnol. Sur le terrain, le club connut une bonne saison en finissant 10ème avec 14 points d'avance sur le premier relégable.
Pour la saison 2018, le club nomme le Portugais Paulo Bento (il sera démis de ses fonctions le 22 juillet 2018 après une série catastrophique de six défaites de rang) et change de nom pour Chongqing SWM. Alan Kardec sera, encore une fois, meilleur but du club avec 16 buts en 28 matchs. Le club finit cependant à la 13ème place avec autant de points que le premier relégable mais resta en première division grâce à la différence de buts.
La saison 2019 est, elle, une réussite. Grâce aux 14 buts en 26 matchs d'Alan Kardec et au milieu offensif polonais Adrian Mierzejewski, recruté 1 million d'euros au club de deuxième division du Changchun Yatai et impliqué dans 13 buts en championnat durant la saison. Le club finit ainsi à la 10ème place avec 14 points d'avance sur le premier relégable.
Le début de la saison 2020, est, lui, retardé à cause de la pandémie du coronavirus. 

## Palmarès
| \| - Coupe de Chine (1) : - Vainqueur : 2000. - Supercoupe de Chine : - Finaliste : 2001. \| \| - Championnat de Chine de deuxième division (1) : - Champion : 1996 et 2014. - Vice-champion : 2008. \| |  | |
| - Coupe de Chine (1) : - Vainqueur : 2000. - Supercoupe de Chine : - Finaliste : 2001. |  | - Championnat de Chine de deuxième division (1) : - Champion : 1996 et 2014. - Vice-champion : 2008. |

## Personnalités du club

### Présidents
- Yin Mingshan
- Jiang Lizhang

### Entraîneurs
- Klaus Schlappner (1996 - 1997)
- Lee Jang-Soo (1998 - 2001)
- Edson Tavares (2002 - 2003)
- Miloš Hrstić (2003)
- Yu Dongfeng (2004)
- Viorel Hizo (2004 - 2005)
- Ma Lin (2005)
- Xu Hong (2006)
- Wei Xin (2007-2009)
- Arie Haan (2009)
- Wei Xin (2009 - 2010)
- Li Shubin (2010)
- Liu Jingbiao (2011)
- Lawrie McKinna (2012)
- Tang Yaodong (2012)
- Wang Baoshan (2013 - 2015)
- Jang Eui-ryong (2016–2017)
- Paulo Bento (2018)
- Hao Haitao (2018)
- Jordi Cruyff (2018 - 2019)
- Jang Eui-ryong (2019 -)

## Anciens logos

Logo du Qianwei FC (1997)
Logo du Chongqing Dangdai Lifan (2017-2020)